# إريك لارسون (متزلج فني)
إريك لارسون (بالإنجليزية: Erik Larson)‏ هو متزلج فني أمريكي، ولد في 1968.